# Bogdanivka (Raión de Berezivka)
Bogdanivka  (ucraniano: Богданівка) es una localidad del Raión de Berezivka en el Óblast de Odesa de Ucrania. Según el censo de 2001, tiene una población de 288 habitantes.